# Аймак (КНР)
Аймак (кит. 盟 (мэн), монг. ) — административно-территориальная единица в автономном районе Внутренняя Монголия (Китай). По своим административным функциям соответствуют округам. В последнее время большинство аймаков преобразовано в городские округа.
В настоящее время в КНР осталось 3 аймака:
| Русское название | Китайское название | пиньинь         | Монгольское название |
| ---------------- | ------------------ | --------------- | -------------------- |
| Алашань          | 阿拉善盟           | Ālāshàn méng    | ᠠᠯᠠᠱᠠᠨ               |
| Шилин-Гол        | 锡林郭勒盟         | Xīlínguōlè méng | ᠰᠢᠯᠢ ᠶᠢᠨ ᠭᠣᠤᠯ        |
| Хинган           | 兴安盟             | Xīng'ān méng    | ᠬᠢᠩᠭᠠᠨ               |